# スーパーJチャンネルおおいた
『スーパーJチャンネルおおいた』（スーパージェイチャンネルおおいた）は、2007年4月2日から2019年3月29日までに大分朝日放送が平日18:25 - 18:55（JST）に生放送された、平日夕方のローカルワイドニュース番組である。

## 概要
- 1993年10月1日のOAB開局時から2007年3月30日まで放送されていた『OABプライムニュース』の後継番組。キャッチフレーズは「ニュースな時代（とき）に」。

- 2007年4月2日から2009年3月27日までは18:28（実際は18:28.30）開始だったが、2009年3月30日からは『OAB Prime News』時代と同じく18:30開始になった。

- 2010年3月29日からは『スーパーJチャンネル九州・沖縄』終了後（18:28.30 - 18:28.45）に予告を挿むようになった。

- 2013年1月7日、『Super Jチャンネル九州・沖縄』の枠移動に伴い、18:27開始となる。2015年2月2日からは18:25開始となり、放送時間が2分拡大した。

- 2018年4月2日から『シリタカ!』が18:15 - 18:25まで放送する。番組表では『スーパーJチャンネル九州・沖縄』と表示している。『シリタカ!』とはステーションブレイク無しで接続する。

## 歴代出演者

### キャスター
- 長田次郎 - 『OABプライムニュース』時代から2012年9月28日まで19年間キャスターを務めていた。
- 児玉泰一郎
- 村島里佳
- 楠元正孝
- 高嶋和代
- 椎木麻衣
- 大久保千夏
- 冨永実加子

### トリニータコーナー
- 増田忠俊

### コメンテーター
- 辻野功（別府大学教授）
- 古庄玄知（弁護士）
- 松田健太郎（弁護士）

### お天気コーナー
- 山下拓見
- 坂井一郎（気象予報士）

### レポーター
- きどゆういち

## タイトルロゴ
- 初代：2007年4月2日 - 2015年3月27日
  - カラーリング：OAB super J チャンネル おおいた

何重にも重なったオレンジ色の●円の中に白の「J」、その上は円に沿うように「super」の文字、円の右にゴシック体の「チャンネル」。「チャンネル」の右には楕円に入った「おおいた」が付いていた。
- 2代目：2015年3月30日 - 2019年3月29日
  - カラーリング：J チ ャ ン ネ ル おおいた

ひとつの赤い円の中に「●J」が左、「チャンネル」が右、「おおいた」が下。

## 備考
- 2009年3月27日までは、実質的な放送時間が『OABプライムニュース』時代よりも前後1分30秒、計3分長くなっていたが、2007年8月27日からは番組放送終了が18:51.30に戻ったため、前1分30秒だけ長くなったことになり、2009年3月30日からは放送時間が以前と同様になった。
- 『スーパーJチャンネル九州・沖縄』の放送終了後、1分30秒のステーションブレイク無しで接続（放送開始からの2年間はステーションブレイク無しだった）。OABの17時台 - 18時台は『スーパーJチャンネル』のタイトルで統一された。
- 大分県内の他の民放と比べると、VTRにCGアニメーションを入れることが多い。
- 一方で他の局に比べると天気予報の時間が非常に短く（平均で1分 - 1分半、短い時は20秒程度）、予想最高気温も画面には表示されずに口頭で伝えるのみ（たまに表示される日も）だったが、坂井一郎気象予報士が出演するようになり、時間も、内容も充実された。
- コメンテーターは3人いたが、古庄と松田は裁判や刑事事件のニュースがある際に出演することが多く、また2人とも弁護士であるために代理人としてニュースの当事者になる場合もあり、その場合はニュースの公平性から出演できないことから、辻野の出演が必然的に多くなっていた（古庄は2009年3月27日まで）。2009年10月5日からはコメンテーターがいなくなった。
- 週末には短時間ではあるが、県内ニュースを伝えている。
- 一部新聞等のテレビ番組欄では『Super Jチャンネル九州・沖縄』と一括で『スーパーJチャンネル』に内包扱いされている（事実上コンプレックス状態）。

## イベント
- 「スーパーJチャンネルOABファンのつどい」（大分朝日放送主催、2007年3月10日、大分県内）